# Ricardo Ahued Bardahuil
Ricardo Ahued Bardahuil (Pachuca, Hidalgo; 18 de abril de 1957) es un empresario y político mexicano, afiliado al Movimiento Regeneración Nacional. Fue alcalde de Xalapa-Enríquez (2005-2007), diputado federal por el distrito 10 de Veracruz (2009-2012), diputado local del Congreso de Veracruz (2013-2016), y senador de la república al Congreso de la Unión en segunda fórmula por Veracruz de 2018 a 2019 y de 2020 a 2021. Además se desempeñó como Director de la Administración General de Aduanas de 2019 a 2020, en el gobierno de Andrés Manuel López Obrador. Se desempeñó como presidente municipal de Xalapa-Enríquez desde el 1 de enero de 2022 hasta el 30 de noviembre de 2024. Actualmente es secretario de gobierno del Estado de Veracruz bajo la administración de Rocío Nahle García.

## Trayectoria política
Inició su militancia en el Partido Revolucionario Institucional en 1975. 
Fue postulado como candidato a diputado federal del PRI por el distrito 10 de Veracruz, siendo electo para el periodo 2009 a 2012. 
En 2013, fue elegido diputado local al Congreso de Veracruz por el distrito 11 local, cargo que desempeñó hasta noviembre de 2016. 
En 2017, tras 42 años de militancia, renunció al Partido Revolucionario Institucional, y apoyó la precandidatura presidencial de Andrés Manuel López Obrador para las elecciones federales de 2018, adhiriéndose al Movimiento Regeneración Nacional. 
En las elecciones federales de 2018 fue postulado candidato al Senado de México por el Movimiento Regeneración Nacional en segunda fórmula junto a Rocío Nahle, ganando su escaño por el principio de mayoría relativa con el 48.08% de los votos. Asumió el cargo en la LXIV Legislatura del Congreso de la Unión el 1 de septiembre de 2018.
Solicitó licencia indefinida como senador el 28 de mayo de 2019, al ser convocado por el presidente Andrés Manuel López Obrador, para ocupar el cargo de Director de la Administración General de Aduanas, cargo que desempeñó hasta el 23 de abril de 2020, reincorporándose a su escaño en el senado. 
En el proceso electoral de 2021 fue postulado como candidato de Morena a alcalde de Xalapa, Veracruz, por la coalición “Juntos Haremos Historia” y fue elegido alcalde para el periodo 2022-2025 con 115,510 votos de acuerdo a la constancia de mayoría entregada por el Organismo Público Local Electoral.